# Craquelin (Boulonnais)
Pour les articles homonymes, voir Craquelin.

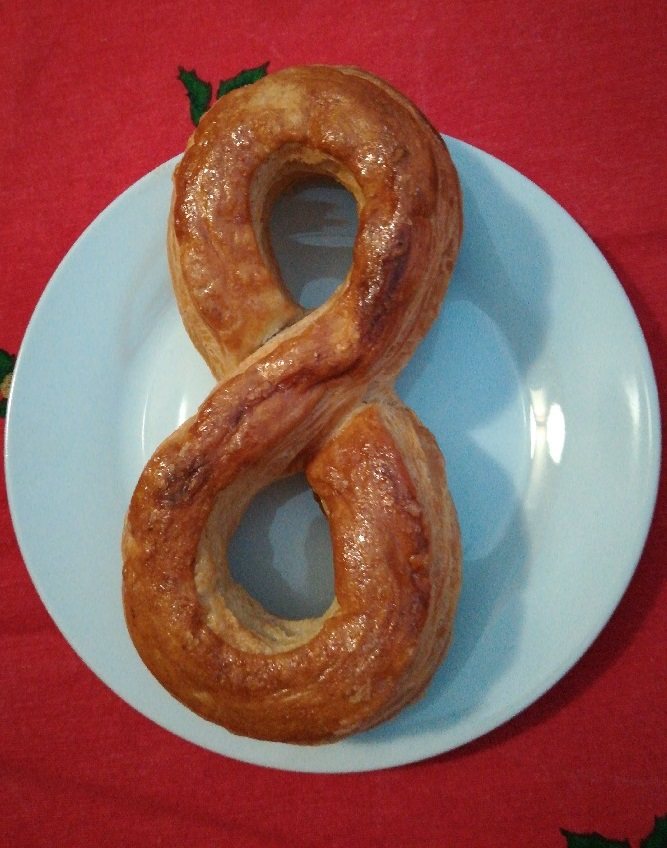
Craquelin boulonnais.

Le craquelin est une pâtisserie en pâte feuilletée sucrée originaire du Boulonnais,. Il est traditionnellement fabriqué à Noël et a la forme d'un « 8 ».
Le nom du craquelin boulonnais viendrait du mot « nekerlink » en néerlandais et qui signifie « biscuit sec et craquant ». On en trouve la trace dès le XVIe siècle. Après être tombé en désuétude, il redevient une pâtisserie à la mode à partir des années 1970.